# Hélène Sparrow
Pour les articles homonymes, voir Sparrow.
Hélène Sparrow, née le 5 juin 1891 à Bohouslav en Ukraine, alors province de l'Empire russe et morte le 13 novembre 1970 à San-Martino-di-Lota (France), est une pionnière du monde de la santé publique, une médecin et une microbiologiste polonaise naturalisée française. Elle est remarquée pour son travail sur le contrôle du typhus en Pologne après la Première Guerre mondiale, puis menant des programmes nationaux de vaccination contre la diphtérie, la scarlatine, la fièvre pourprée et la fièvre récurrente en Pologne et en Tunisie dans les années 1960.

## Enfance et éducation
Sparrow est née le 5 juin 1891 à Bohouslav, dans le Gouvernement de Kiev. Son père, Léopold Sparrow (né vers 1860), est un magistrat d'origine anglaise et sa mère, fille d'un médecin polonais. Elle fait ses études à la Faculté de Médecine de Kiev, obtenant un diplôme de docteur en médecine (cum laude) en 1915. Elle obtient un deuxième diplôme en médecine de l'Université de Poznań en 1923. Elle est doctorante en 1928 à l'Université de Varsovie.

## Carrière universitaire
En 1915, elle s'implique dans le contrôle des épidémies au sein de l'armée russe pendant la Première Guerre mondiale. Une fois les combats terminés, elle commence à travailler dans les cliniques de Dorpat (aujourd'hui Tartu, Estonie), supervisée par le professeur Bylina, avant de rejoindre l'Institut de Bactériologie de l'Université nationale Taras-Chevtchenko de Kiev comme assistante de Wolodymyr Lindeman (uk). Là, elle travaille sur l'épidémie de typhus avec Oleksii Krontovski (uk) et L. Polev. En 1920, elle part pour Varsovie travailler avec le docteur Ludwik Rajchman, directeur de l'Institut d'État d'Hygiène. En 1922, elle est nommée Cheffe de Service, puis en 1928, Cheffe du Service de Vaccination préventive qui inclut l'organisation de campagnes de vaccination et des enquêtes sur les épidémies de choléra dans le pays. Entre 1921 et 1933, elle travaille également avec Rudolf Weigl à l'Université de Lwów sur le typhus. À la même période, elle est impliquée dans la mise en place de quatre laboratoires de santé publique dans l'est de la Pologne au profit des personnes déplacées à la suite du changement des frontières du pays à la fin de la Première Guerre mondiale. Elle dirige et coordonne le programme de vaccination contre la scarlatine, assistée par Robert Debré en mission par le bureau d'hygiène de la Société des Nations.
En 1923, une subvention de la Société des Nations la fait venir à Paris pour débuter un engagement auprès de l'Institut Pasteur. Elle étudie la tuberculose avec Albert Calmette et Camille Guérin à Lille, puis travaille avec Jules Bordet à Bruxelles ainsi qu'avec Amédée Borrel à l'Institut de la Santé à Strasbourg. En 1924, elle repart en France pour être formée à la microbiologie à l'Institut Pasteur et au laboratoire d'Alexandre Besredka. Elle y rencontre Charles Nicolle lors de sa conférence annuelle sur le typhus, ce qui va changer le cours de sa vie. En 1925, l'Institut Pasteur finance ses recherches sur l'épidémie de typhus en Tunisie. Elle passe un certain temps au cours des années 1927-28 à l'Institut Pasteur de Tunis, et fait des essais de vaccination à l'aide d'injections répétées de petites doses d'une souche atténuée de la maladie.
Elle obtient son premier poste académique permanent en 1928, en tant que professeure agrégée à la Faculté de Médecine de l'Université de Varsovie après la présentation de sa thèse de doctorat sur Problèmes de la vaccination contre le typhus exanthématique et est embauchée comme professeure de bactériologie. Elle gère la formation à la microbiologie et participe activement aux sociétés médicales en Pologne et à Varsovie particulièrement, à la branche française de la Société de biologie dans les années 1930. De 1930 à 1933, elle coordonne les campagnes de vaccinations préventives contre la diphtérie en Pologne. En 1931, elle est envoyée par le gouvernement, de concert avec Charles Nicolle, étudier l'épidémie de typhus au Mexique et au Guatemala. En 1933, elle part rejoindre l'Institut Pasteur de Tunis en tant que cheffe de laboratoire et introduit l'approche de Weigl pour la production de vaccins. Son transfert au laboratoire de culture de poux est important pour le progrès contre le typhus de l'Institut. Un vaccin est développé, des essais d'insecticides et d'isolement des bactéries agentes du typhus et des fièvres typhoïdes. À partir de 1935, elle travaille sur un virus de murin comme une base potentielle du vaccin contre la typhoïde et en 1940, elle et Paul Durand développent le vaccin Durand-Sparrow contre la typhoïde. Elle s'intéresse également à l'agent infectieux de la fièvre pourprée comme prélude à un vaccin contre la fièvre pourprée des Montagnes Rocheuses.
Elle est autorisée à continuer de travailler à l'Institut Pasteur jusqu'en 1961, en tant que « Cheffe de Service », au-delà de l'âge obligatoire de la retraite. Elle fut successivement à la tête des laboratoires de sérologie, bactériologie, du service de la rage et du Laboratoire du BCG. En 1949, elle est à la tête du Service vaccination, qui travaille sur la tuberculose et le réorganise en centre local de production du vaccin, agréé par l'Organisation mondiale de la Santé en 1950. À partir de 1958, elle est chargée des travaux sur la fièvre récurrente en Éthiopie pour l'Organisation mondiale de la Santé. Elle est l'autrice ou la co-autrice d'au moins 103 publications scientifiques.

## Vie personnelle
Elle épouse le Baron Robert von Kuegelgen en 1917, un chirurgien de l'armée russe, et ils ont une fille, Marie Bogna Seiler von Kugelgen. Ils finissent par se séparer. À la suite de son passage à Tunis, elle devient citoyenne française en 1933. En octobre de la même année, elle épouse Philippe Germa, un agronome.
Au cours de la Seconde Guerre mondiale, elle accueille des réfugiés français (dont André Gide) et des déserteurs polonais à Tunis. Gide arrive en décembre 1942, alors que le pays est occupé par les troupes allemandes et italiennes, et reste jusqu'en mai 1943, lorsque les forces Alliées reprennent la ville. Pendant ce temps, il écrit dans son journal que Sparrow est présente ou organise plusieurs déjeuners pour des amis communs au sein de la communauté française:173. Gide raconte aussi comment Sparrow échappe de justesse à la mort lors des bombardements. Le 1er janvier 1943, alors qu'elle est dans le bâtiment, une bombe tombe sur le rez-de-chaussée de l'appartement où Sparrow vit avec la famille Boutelleau, mais l'engin n'explose pas. Cinq jours plus tard, le 6 janvier, des bombes détruisent deux maisons adjacentes:146.
Sparrow et son deuxième époux plantent un verger d'orangers dans la Soukra, près de Tunis. Lors du retrait final des troupes françaises de Tunis, le couple quitte la Tunisie pour la Corse. Elle meurt à Pietranera en Corse, en 1970.
Ses documents de travail sont confiés par sa fille en 1994 à l'Institut Pasteur au Centre de recherche en informations scientifiques.

## Distinctions
- Prix de l'Académie de Médecine de Cracovie, 1922[6]
- Élue membre de la Société de Pathologie Exotique, 1945[13]
- Élue membre de la Royal Society of Medicine de Londres, 1945[13]
- Membre de la Société française de Microbiologie[13]
- Membre de la Société des Sciences Naturelles[13]
- Membre de la Société Tunisienne des Sciences Médicales[13]
- Médaille de Vermeil des Épidémies[13]

## Sélection de publications
- Hélène Sparrow, « Sur une souche de Rickettsia quintana isolee en Tunisie », Pathologia et Microbiologia, vol. 24,‎ 1961, p. 140.
- Ronald Brodie Heisch, Hélène Sparrow et Anthony Ernest Harvey, « Le comportement de la Spirochaeta recurrentis Lebert dans des poux », Bulletin de la Société de pathologie exotique et de ses filiales, vol. 53,‎ 1960, p. 140-143.
- Hélène Sparrow, « Étude du foyer éthiopien de fièvre récurrente », Bulletin de l'Organisation Mondiale de la Santé, vol. 19, no 2,‎ 1958, p. 673-710.
- Hélène Sparrow, « Emploi des ratons nouveau-nés pour l'entretien de Borrelia recurrentis », Bulletin de la Société de pathologie exotique et de ses filiales, vol. 49, no 4,‎ 1956, p. 630.
- Paul Durand et Hélène Sparrow, « Inoculation pulmonaire dans le virus typhoïde et de la variole », Comptes Rendus Hebdomadaires des séances de L’Académie des Sciences, vol. 210,‎ 1940, p. 420-422.
- Charles Nicolle et Hélène Sparrow, « Expériences sur le virus de la rivière du Japon (Tsutsugamushi) », Comptes Rendus Hebdomadaires des Séances de L’Académie des Sciences, vol. 199,‎ juillet-décembre 1934, p. 1349-1351.
- Charles Nicolle, Hélène Sparrow et Ernest Conseil, « Vaccination Préventive de l'homme contre le typhus exanthématique par l'utilisation répétée de petites doses virulente (le cerveau d'un cobaye) », Comptes Rendus Hebdomadaires des séances de L’Académie des Sciences, vol. 184,‎ 1927, p. 859-861.
- Hélène Sparrow, « La vaccination contre la scarlatine à l'aide de l'anatoxine de la scarlatine », Comptes Rendus des séances de la Société de Biologie et de ses filiales, vol. 97,‎ 1927, p. 957-959.